# Chœur Jedinstvo
Le Chœur orthodoxe mixte Jedinstvo de Banja Luka en Bosnie-Herzégovine est une formation vocale historique des Balkans fondée en 1893, favorisant la transmission d'un patrimoine musical courant sur cinq siècles. 

## Carrière
Actuellement formé en grande majorité d'artistes professionnels, sa spécificité de mixité lui permet d'aborder un très large répertoire.
Il favorise aussi l'émergence de compositeurs contemporains : Ivan Jevtic, Vladimir Milosavljevic, Nemanja Savic ou Konstantin Babic...
On lui doit la révélation d'artistes lyriques menant actuellement des carrières internationales parmi lesquels la soprano Snezana Savicic-Sekulic ou le baryton  Slaven Abazovic. Le Chœur Jedinstvo est actuellement dirigé par Nemanja Savic, également professeur de musicologie de l'université de Belgrade 
La discographie du Chœur Jedinstvo comporte quatre compact discs. La Messe Royale, chef-d'œuvre balkanique anonyme du XIXe siècle, a notamment été gravée.
Ils ont donné une tournée de 15 concerts qui ont rassemblé plus de 4000 spectateurs en France en septembre 2012, avec des concerts notamment en la Basilique de Paray le Monial, la Basilique d'Autun, la Cathédrale Notre-Dame de Paris, la Cathédrale Notre-Dame de la Treille à Lille et la Sainte Chapelle du Château de Vincennes, avec Slaven  Abazovic et Lazar Radoja pour solistes et un Kyrie Eleison d'Ivan Jevtic en création mondiale. 
En 2013, le chœur fêtera son 120e anniversaire et se produira à cette occasion dans de nombreux pays.

## Repères historiques
La musique chorale des Balkans est aussi ancienne que le haut Moyen Âge, miroir de la richesse d’un carrefour des civilisations, aux métissages culturels et linguistiques complexes.
À l’origine, il s’agit d’un mélange de liturgie orthodoxe grecque traduite en slavon et de chant byzantin, transmis oralement.
Pendant  la dynastie des Nemanjic (XIIe – XIVe siècles) les musiciens serbes – rattachés à l’aire culturelle de Byzance et usant de l’alphabet cyrillique – sont invités à jouer un rôle important au sein des Cours et des chapelles royales de divers pays slaves, atténuant la frontière entre musique sacrée et rythmes folkloriques. Cette période constitue l’âge d’or de l’art serbe avec la réalisation des fameuses fresques ornant coupoles et couvents royaux.
Puis c’est la longue occupation turque ( XIVe – XVIIIe siècles) et ses influences musicales propres, sans toutefois jamais anéantir une religion orthodoxe fortement ancrée.
Au XVIIIe siècle le pays se libère des Ottomans et s’ouvre à l'influence austro-hongroise. Le poète Goethe voyage en Serbie et, charmé par la civilisation, entreprend l’étude du serbe. Il rapporte même à Brahms quelques poèmes qui lui ont plu en lui conseillant de les mettre en musique ! L’école slave apporte également une nouvelle fois sa contribution au paysage sonore  de la région balkanique à cette époque, des tchèques fondant nombre de chœurs en Serbie à la fin du XVIIIe siècle.
Le XIXe siècle permet le contact avec l'harmonie classique occidentale. 
Au XXe siècle, en dépit des péripéties de l’Histoire, au gré des unifications puis des fragmentations politiques, les compositeurs sont légion, développant une musique sacrée plus contemporaine. Certains sont formés dans les capitales européennes.
Cette épopée multiséculaire nous offre un patrimoine musical à l’identité inimitable. Une mélancolie toute particulière se dégage des partitions serbes, en plus d’une ferveur intacte à travers les âges. C’est ce climat unique qui nous est proposé par la voix de ceux que l’on appelle parfois familièrement les « Slaves du Sud ».

## Distinctions
- 2005 : médaille d’or de la Compétition internationale de musique sacrée de Prévéza en Grèce[3].
- 2006 : médaille d’or de la  4e compétition internationale de musique sacrée de Xiamen en Chine.
- 2007 : médaille d’or du prix de musique sacrée de Bratislava en Slovaquie.
- 2009 : médaille d’or de la Compétition de musique sacrée de Malte[4].